# Haplochromis katonga
Haplochromis katonga är en fiskart som beskrevs av Erwin Schraml och Tichy 2010. Haplochromis katonga ingår i släktet Haplochromis och familjen Cichlidae. Inga underarter finns listade i Catalogue of Life.